# سم‌زدایی دیجیتالی

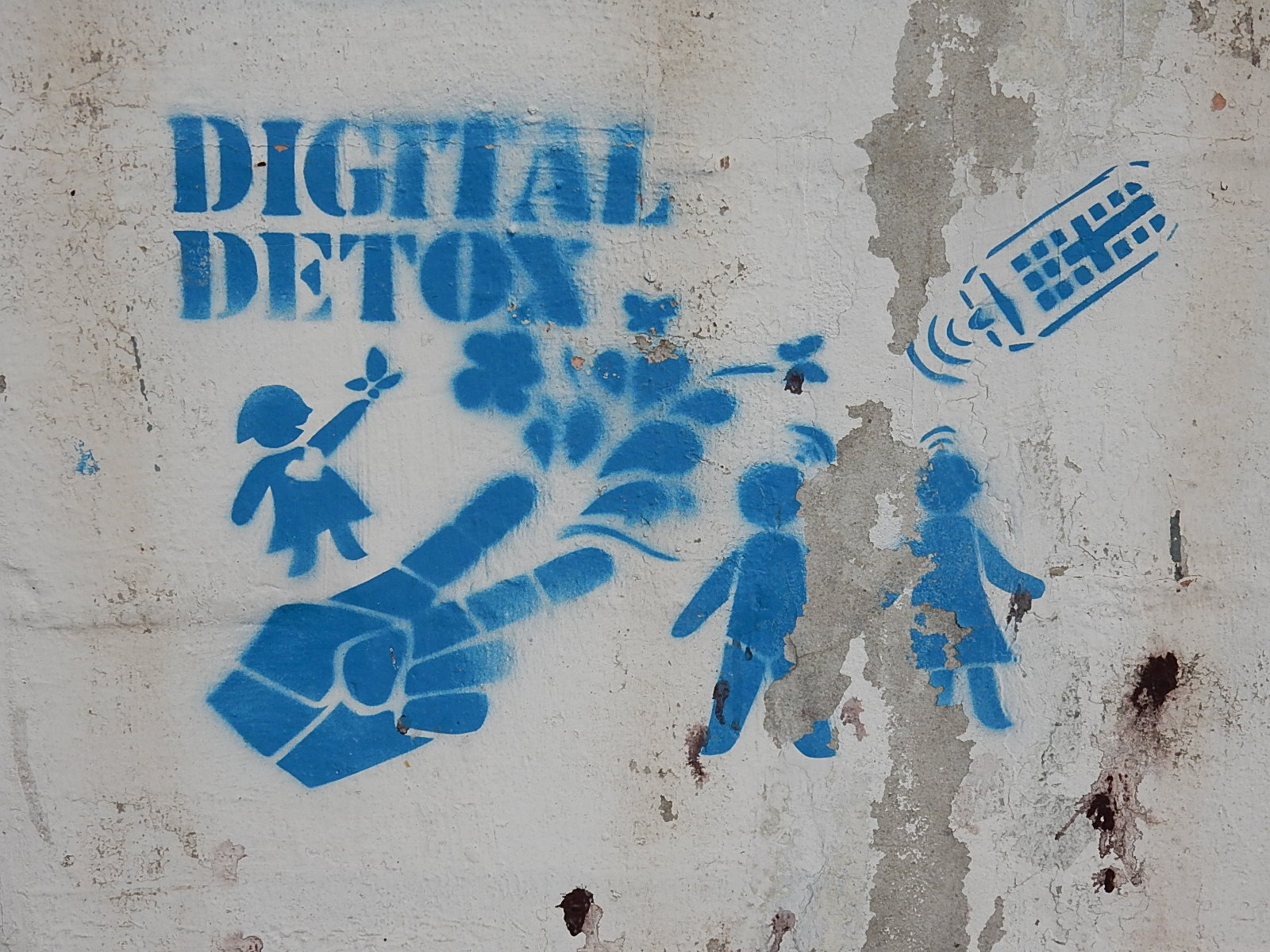
کمپین دیجیتال دیتاکس

سم‌زدایی دیجیتالی (انگلیسی: Digital detox) اشاره به یک دورهٔ متناوب دارد که فردی به صورت داوطلبانه از استفادهٔ دستگاه‌های دیجیتالی همچون تلفن‌های هوشمند، رایانه‌ها و رسانه‌های اجتماعی خودداری می‌نماید. در یک نظرسنجی مربوط به سال ۲۰۱۵ که توسط شرکت حسابرسی دیلویت انجام گرفت، مشخص شد که حدود ۵۹٪ از کاربران تلفن همراه به میزان تقریبی ۵ دقیقه پیش از خواب، انواع پلتفرم‌های رسانه‌های اجتماعی را بررسی می‌نمایند و پس از بیدارشدن، این میزان از بررسی و چک کردن به بیش از ۳۰ دقیقه نیز می‌رسد.

## عوارض
استفادهٔ بیش‌از اندازهٔ فناوری دیجیتالی باعث کاهش کیفیت خواب، فشار باصره یا خستگی چشمی و همین‌طور منجر به افزایش سردردهای میگرنی می‌گردد. در تحقیقی جداگانه که بر روی ۷۰۰۰ شرکت‌کننده صورت پذیرفت، مشخص شد که تقریباً ۷۰٪ افرادی که از فناوری‌های دیجیتالی استفاده می‌کردند و جزو مبتلایان به پدیدهٔ اعتیاد به دستگاه‌نمایش بودند، گرفتار خستگی چشمیِ ناشی از خیره‌شدن روزافزون به دستگاه‌های دارای صفحه نمایش دیجیتالی اعم از تلفن‌هوشمند، رایانه، بازیهای ویدیویی و موارد مشابه بوده‌اند. تأثیر وسایل رایج فناوری همانند تلفن‌های همراه و رایانه‌ها بر روی خواب به وضوح تأیید شده‌است. نور ساطع‌شده از صفحهٔ‌نمایش می‌تواند تولید هورمون ملاتونین را مهار کند و این در حالی است که ملاتونین هورمونی است که وظیفهٔ اصلی‌اش کمک به تنظیم چرخهٔ خواب و بیداری است. علاوه بر موارد ذکر شده، تلفن‌های همراه و سایر دستگاه‌های فناوری می‌توانند به عنوان یک عامل حواس‌پرتی عمل کنند که مانع از خوابی آرام و باکیفیت می‌گردد. پیشنهاد شده‌است که برای جلوگیری از این معضل، تا یک ساعت پیش از خواب، استفاده از این دستگاه‌ها را رها کرد.